# Atentado de Ahvaz de 2018
El atentado de Ahvaz de 2018 fue un atentado terrorista ocurrido el 22 de septiembre de 2018, cuando un desfile militar de los Cuerpos de la Guardia Revolucionaria Islámica fue atacado en la ciudad de Ahvaz, en el suroeste de Irán. El Movimiento de Lucha Árabe para la Liberación de Ahwaz y el Estado Islámico de Irak y el Levante se atribuyeron la responsabilidad del ataque.
El ataque dejó 25 víctimas mortales, incluido un niño de 4 años. Fue el ataque terrorista más mortífero en Irán desde los atentados suicidas de Chabahar en 2010. Irán afirma que los Estados Unidos y las monarquías del Golfo Pérsico son los responsables intelectuales del ataque.

## Atentado

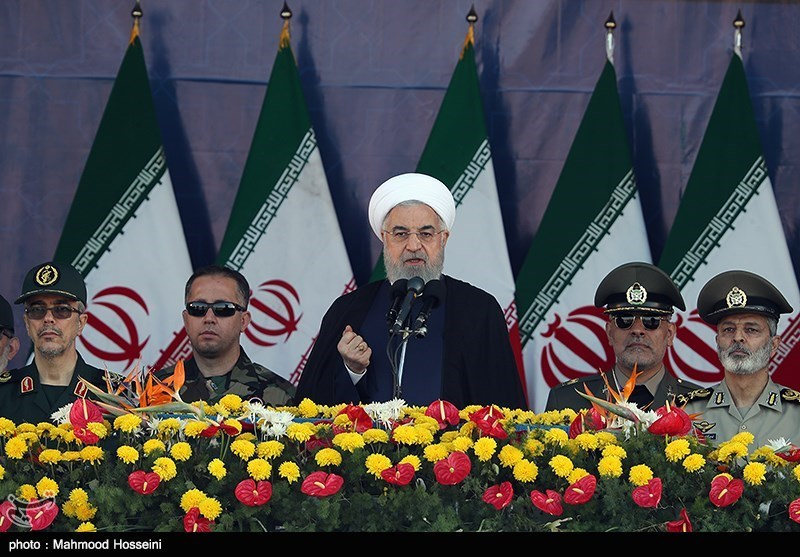
El presidente iraní Hasán Rohaní dando un discurso durante el desfile en Teherán, minutos antes del atentado en Ahvaz.

El desfile se celebra anualmente en las principales ciudades del país para conmemorar la Guerra Irán-Irak. El 22 de septiembre de 2018 a las 09:00 hora local, cuatro pistoleros con uniformes militares comenzaron a disparar hacia el desfile desde un parque cercano. Según la Agencia de Noticias Fars, "los atacantes dispararon contra civiles e intentaron atacar a oficiales militares en el podio".
Según el vicegobernador local, Ali Hosein Hoseinzadeh, dos hombres armados fueron asesinados por las fuerzas de seguridad y los otros dos fueron arrestados. Los medios internacionales informaron que los cuatro atacantes fueron abatidos. Al menos 29 personas, incluidos varios soldados del Cuerpo de la Guardia Revolucionaria Islámica, fueron asesinadas y más de 53 resultaron heridas, incluidos niños. Muchas fueron llevadas al hospital en estado crítico, mientras se esperaba que el número de muertos aumentara.

## Autores
El Movimiento de Lucha Árabe para la Liberación de Ahwaz fue el primero en reclamar la responsabilidad por el ataque, aunque el Estado Islámico tiempo después también se adjudicó el ataque, ambas organizaciones terroristas rechaza la autoridad del otro. Medios estatales iraníes informaron que "pistoleros takfiri" ejecutaron el asalto.

## Reacciones

### Nacionales

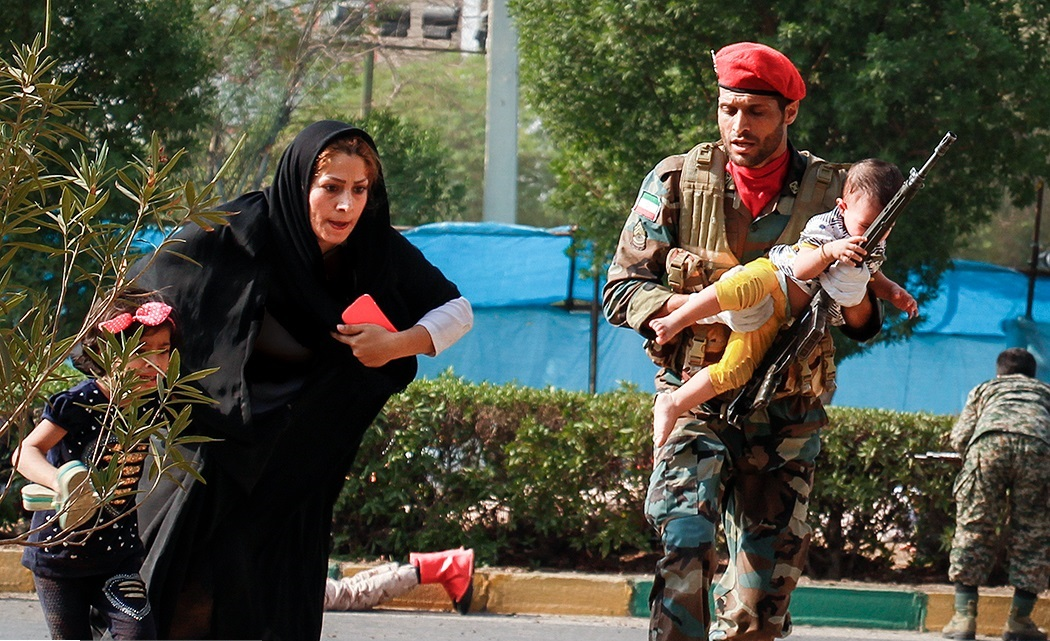
Un miembro de los Cuerpos de la Guardia Revolucionaria Islámica ayudando a una mujer y sus dos hijos a escapar y ponerse a salvo.

El Líder Supremo de Irán, Ali Khamenei, escribió en su sitio web: "Este crimen es una continuación de las tramas de los estados regionales que son títeres de los Estados Unidos, y su objetivo es crear inseguridad en nuestro querido país" e hizo un llamamiento a las fuerzas de seguridad para que lleven a los responsables ante la justicia. El Ministerio de Relaciones Exteriores de Irán pidió a los gobiernos de los Países Bajos, el Reino Unido y Dinamarca que "condenen el ataque y extraditen a personas vinculadas a Irán para que sean juzgadas". Los Cuerpos de la Guardia Revolucionaria Islámica prometieron una venganza "mortal e inolvidable en un futuro cercano".

### Internacionales

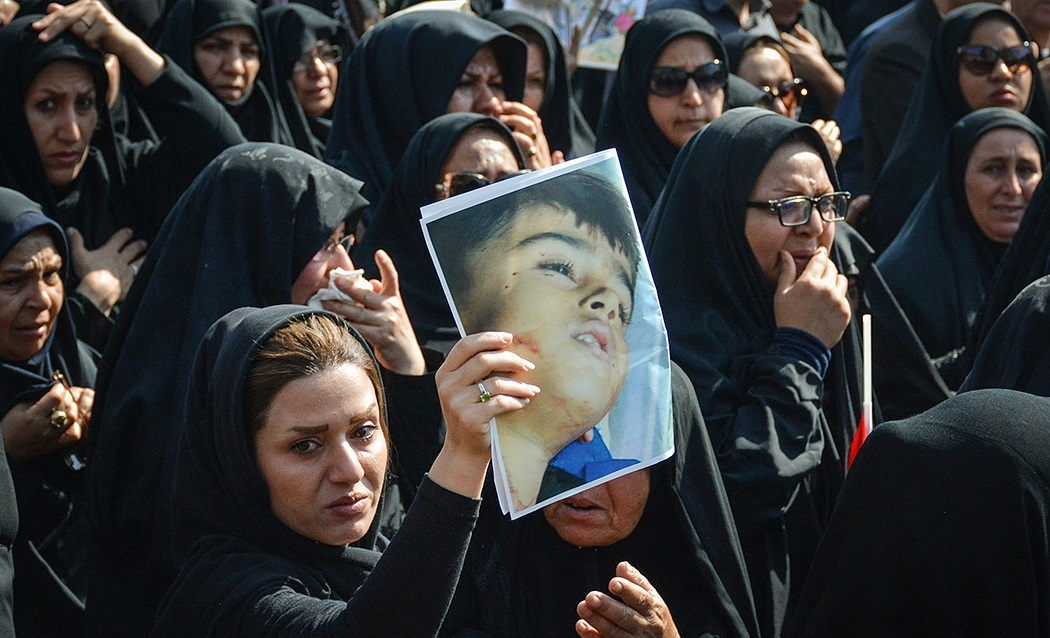
Madre reclama justicia por la muerte de su hijo en el atentado.

Rusia y Siria fueron los primeros dos países en reaccionar. El presidente de Rusia, Vladímir Putin, dijo que estaba "horrorizado" y presentó sus condolencias, mientras que el presidente de Siria, Bashar al-Ásad, expresó sus condolencias y afirmó que "Siria está con el pueblo iraní". Pakistán, a través del portavoz de la oficina de Relaciones Exteriores del país, Mohammad Faisal, también condenó el ataque. Argelia, mediante su Ministerio de Relaciones Exteriores condenó los ataques de forma "energética". Países latinoamericanos como Venezuela y Nicaragua también mandaron sus respectivas condolencias y pidieron "paz para el mundo".
Estados Unidos ,mediante su representante en la ONU Nikki Haley, condenó los ataques pero pidió al "régimen que se mire en el propio espejo". Un asesor del gobierno de los Emiratos Árabes Unidos dijo que "un ataque militar contra un objetivo militar no es un acto terrorista" en claro apoyo a los atacantes, esto provocó que el gobierno de Irán convocara al embajador emiratí por lo dicho.